# Wesley Tuttle
Wesley LeRoy Tuttle (* 30. Dezember 1917 in Lamar, Colorado; † 29. September 2003 in Sylmar, Kalifornien) war ein US-amerikanischer Country-Musiker. Tuttle gilt als eine der einflussreichsten Personen innerhalb der kalifornischen Country-Szene, hatte trotz hoher Popularität in Radio und Fernsehen aber nur wenige Chart-Hits. Sein Stil lehnte an den Western Swing an.

## Leben

### Kindheit und Jugend
Wesley Tuttle wurde 1917 in Colorado geboren, seine Familie zog aber kurz vor seinem fünften Geburtstag nach San Fernando, Kalifornien. In Colorado erhielt er durch einen alten Phonographen, der in einem Café stand, in dem seine Eltern arbeiteten, ersten Zugang zur Musik. In Kalifornien begann Tuttle, Ukulele zu spielen, musste nach einem Unfall in der Metzgerei seines Vaters aber mit der linken Hand anschlagen, da er an seiner rechten Hand drei Finger verlor. Jimmie Rodgers beeinflusste Tuttle nachhaltig und mit zwölf Jahren konnte er Gitarre spielen, singen und jodeln.

### Karriere
Seine musikalischen Fähigkeiten brachten Tuttle bald seine eigene Radioshow auf KNX in Los Angeles ein. Der Country-Musiker Stuart Hamblen gab Tuttle Anfang der 1930er-Jahre mehrmals die Möglichkeit, in seiner populären Show The Family Album aufzutreten und von da an verfolgte Tuttle seine Karriere professionell. Er verließ die High School und fand schnell Arbeit bei Radio und TV. In dem Walt-Disney-Film Snow White & the Seven Dwarfs („Schneewittchen und die sieben Zwerge“) bekam er eine kurze Gastrolle.
1939 zog Tuttle für eine kurze Zeit nach Dayton, Ohio, wo er seine erste Frau heiratete und Merle Travis traf. Über WLW aus Cincinnati war Tuttle regelmäßig zu hören, zog aber nach einem Streit mit dem Sender wieder an die Westküste.

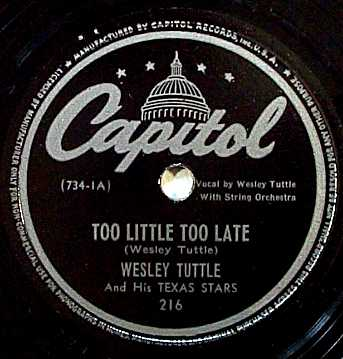
Too Little Too Late, 1945

Zurück in Kalifornien kam Tuttle schnell zu Radioauftritten und wurde durch Johnny Bond Mitglied des Jimmy Wakely Trio und begleitete 1944 Tex Ritter auf dessen Session, die den Hit Jealous Heart produzierte. Der Erfolg bewegte Capitol Records, dem führenden Westküsten-Label, dazu, Tuttle einen Plattenvertrag zu verschaffen. Noch 1944 wurde die erste Session abgehalten, für die Tuttle Merle Travis als Gitarrist und Hintergrundsänger einbrachte. Travis war gerade von Ohio nach Kalifornien gezogen und spielte für die nächsten Jahre in Tuttles Band.
Neben seiner hohen Popularität im Radio hatte Tuttle in den 1940er-Jahren eine Reihe von Country-Hits. 1945 schaffte er mit With Tears in My Eyes seinen einzigen Nummer-eins-Hit in den Country-Charts. Erwähnenswert ist auch Detour aus dem Jahr 1946; Tuttles Aufnahme war nur eine von vielen Versionen die in den Charts waren. Tuttles Karriere-Stress strapazierte die Beziehung zu seiner Frau und schließlich wurde die Ehe geschieden. Er heiratete 1946 Marilyn Meyers, die seine Duett-Partnerin wurde.
In den 1950er-Jahren wirkte Tuttle an der Town Hall Party mit, einer erfolgreichen Radio und TV-Show aus Compton. Seinen letzten Hit hatte Tuttle 1954 mit seiner Frau Marilyn mit Never. 1956 produzierte er das kurzlebige Gold Coast Jamboree aus Miami, zog sich 1957 aber aus der Country-Szene zurück. Er gab seine Radio- und Fernsehauftritte auf und kündigte den Vertrag mit Capitol.
Bis 1969 arbeitete Tuttle weiterhin als Gospel-Musiker. Es wurden einige Alben mit und ohne Marilyn eingespielt, an seinen früheren Erfolg konnte er aber nicht anknüpfen. Als gläubiger Christ studierte er an einem christlichen College auch Theologie und wurde Pfarrer.
1997 wurde Tuttle in die Western Music Association Hall of Fame aufgenommen. Er starb 2003 in Sylmar. Trotz seiner Beliebtheit und seines Erfolges vor allem in den 1940er-Jahren gilt Tuttle heute als vergessen, was wohl nicht zuletzt an seinem frühen und plötzlichen Rückzug aus der Country-Musik liegt.

## Diskografie

### Singles
Diskografie ist nicht vollständig.
| Jahr            | Titel                                                                   | #     | Anmerkungen        |
| --------------- | ----------------------------------------------------------------------- | ----- | ------------------ |
| Capitol Records |                                                                         |       |                    |
| 1945            | I Dreamed That My Daddy Came Home / Rainin’ On the Mountain             | 194   |                    |
| 1945            | Too Little, Too Late / With Tears In My Eyes                            | 216   |                    |
| 1946            | Detour / I Wish I Had Never Met Sunshine                                | 233   |                    |
|                 | Tho’ I Tried (I Can’t Forget You) / When You Cry (You Cry Alone)        | 267   |                    |
|                 | No Children Allowed / I’ve Loved You Too Long to Forget                 | 321   |                    |
|                 | Little You Cared / A Broken Promise Means a Broken Heart                | 373   |                    |
|                 | I’d Trade All of My Tomorrows / Excess Baggage                          | 398   |                    |
|                 | Don’t Break the Sixth Commandment / Our Love Isn’t Legal                | 2242  | mit Marilyn Tuttle |
|                 | Vaya Con Dios / I Wonder Where You Are                                  | 2514  | mit Marilyn Tuttle |
|                 | Don’t You Remember? / Wonderful Waltz                                   | 2577  | mit Marilyn Tuttle |
| 1954            | Never / Friendly Love                                                   | 2850  | mit Marilyn Tuttle |
|                 | Higher, Higher and Higher / Tennessee Mambo                             | 2983  | mit Marilyn Tuttle |
| Coral Records   |                                                                         |       |                    |
| 1950            | Slippin’ Around with Jole Blon / Strawberry Roan                        | 64051 |                    |
| 1950            | Jealous Lies / When the Bloom Is On the Sage                            | 64056 |                    |
| 1950            | The Lightning Express / That Silver Haired Daddy of Mine                | 64068 |                    |
| 1951            | One Diamond Ring / I’m Tired of Playin’ Second Fiddle to a Steel Guitar | 65076 |                    |

### Alben
- 1969: Sings
- 19??: Prayer
- 2002: Detour (Bear Family)